# Amerotyphlops paucisquamus
Amerotyphlops paucisquamus — вид змій родини сліпунів (Typhlopidae). Ендемік Бразилії.

## Поширення і екологія
Amerotyphlops paucisquamus мешкають в бразильських штатах Алагоас, Сеара, Мараньян, Пернамбуку, Ріу-Гранді-ду-Норті і Параїба. Вони живуть у вологих рівнинних тропічних лісах, трапляються на плантаціях.